# Marie Laforêt
Marie Laforêt, właśc. Maïtène Marie Brigitte Doumenach (ur. 5 października 1939 w Soulac-sur-Mer, zm. 2 listopada 2019 w Genolier) – francuska piosenkarka i aktorka.

## Życiorys
Jej kariera rozpoczęła się w 1959, przez przypadek, kiedy to zupełnie bez przygotowania zastąpiła swoją nieobecną siostrę w konkursie wokalnym Naissance d’une Étoile (Narodziny gwiazdy). Jej występ został nagrodzony możliwością zagrania u boku Alaina Delona w głośnym filmie W pełni słońca.
Po udanym debiucie poślubiła reżysera Jeana-Gabriela Albicocco, który obsadził ją w kilku swoich produkcjach, w tym szczególnie cenionej adaptacji powieści Balzaca z cyklu Komedii ludzkiej – Fille aux yeux d’or (Złotooka dziewczyna). W 1963 zdecydowała się na karierę muzyczną. Zadebiutowała słynną piosenką „Les vendanges de l’amour”. W początkowym okresie jej twórczości estradowej powstały popularne we Francji przeboje nurtu yéyé: „Viens sur la montagne”, „Katie cruelle”, „La tendresse”. Zapamiętano zwłaszcza jej francuskojęzyczną przeróbkę przeboju grupy The Rolling Stones – „Paint it black” i duetu Simon & Garfunkel – „Sound of Silence”. W 1967 ukazały się jej kolejne utwory: „Ivan Boris et moi”, „Que calor la vida” oraz „Mon amour, mon ami”. Ta ostatnia doczekała się coveru w wykonaniu Virginie Ledoyen w powstałym w 2002 musicalu François Ozona – 8 kobiet.
Koniec lat 60 XX w. to chwilowy zastój w komercyjnej twórczości Marie Laforêt z powodu jej konfliktu z wytwórnią fonograficzną CBS, która odmówiła wydania proponowanych przez wokalistkę kołysanek jugosłowiańskich, określając je jako trudne i mało przystępne dla odbiorcy.
Po tym, jak artystka wznowiła współpracę z wytwórnią w 1973 powstał jeden z najpopularniejszych w jej dorobku przebój „Viens viens”. Treść utworu nawiązuje do dzieciństwa Marie Laforêt, kiedy to ojciec wokalistki porzucił jej matkę dla innej kobiety. Po dużym sukcesie „Viens viens” i „Il a neigé sur yesterday” Marie Laforêt stopniowo wycofywała się z kariery estradowej. Osiedliła się w Genewie i powtórnie wyszła za mąż – tym razem za agenta giełdowego Erica van Lavandeyra.
W latach 80 XX w. Marie Laforêt powróciła do kariery aktorskiej. Wystąpiła w kilku francuskich i włoskich, dość mało znanych produkcjach oraz na deskach teatralnych. Była stałym gościem w radiowym talk-show Laurenta Ruquiera On va s’gêner na antenie Europe 1.

## Piosenki
- „Les vendanges de l’amour” (1964)
- „Warszawa” (1964)[3]
- „Manchester et Liverpool” (1966)
- „Mon amour, mon ami...” (1967)
- „Ivan, Boris et moi” (1967)
- „L’amour comme à 16 ans” (1973)
- „Viens, viens” (1973)
- „Cadeau” (1974)
- „Il a neigé sur Yesterday” (1977)